# Jan Parmentier
Jan Parmentier (Brugge, ca. 1595 - 17 december 1657) was burgemeester van Brugge .

## Levensloop
In 1476 werd een voorvader, Pieter Parmentier, boogschutter in de lijfwacht van hertog Karel de Stoute, in de adel opgenomen.
Jan Parmentier was een zoon van Nicolaas Parmentier en Margaretha Pollet. Hij trouwde met Anna Anchemant († 1622), een dochter van Hendrik Anchemant († 1586). Ze kregen twee dochters.
Heer van Ter Straeten, werd hij in 1634 opgenomen in de adel en tot ridder verheven.

## Stadsbestuur
Parmentier was gedurende twintig jaar betrokken bij het Brugse stadsbestuur, als volgt:
- 1624-1625: schepen
- 1626-1627: schepen
- 1627-1628: burgemeester van de schepenen
- 1628-1629: raadslid
- 1631-1632: burgemeester van de raadsleden
- 1634-1636: burgemeester van de schepenen
- 1636-1637: eerste schepen
- 1637-1638: burgemeester van de raadsleden
- 1638-1639: schepen
- 1639-1640: raadslid
- 1646-1647: burgemeester van de raadsleden.

## Bron
- Stadsarchief Brugge, Lijst van de wetsvernieuwingen